# Ramonville-Saint-Agne
Ramonville-Saint-Agne é uma comuna francesa na região administrativa da Occitânia, no departamento do Alto Garona. Estende-se por uma área de 6,46 km², com 14.467 habitantes, segundo os censos de 2018, com uma densidade de 2,200 hab/km².